# Gentian Çoçja
Gentian Çoçja (Scutari, 18 marzo 1974) è un ex calciatore albanese, di ruolo centrocampista.

## Carriera

### Nazionale
Ha collezionato una presenza con la nazionale albanese.